# Segunda iglesia del Buen Suceso
La segunda iglesia del Buen Suceso fue un templo católico de la ciudad española de Madrid, ubicado en la calle de la Princesa. La primera iglesia del Buen Suceso había estado en la Puerta del Sol. Esta segunda iglesia quedó destruida durante la guerra civil.

## Historia

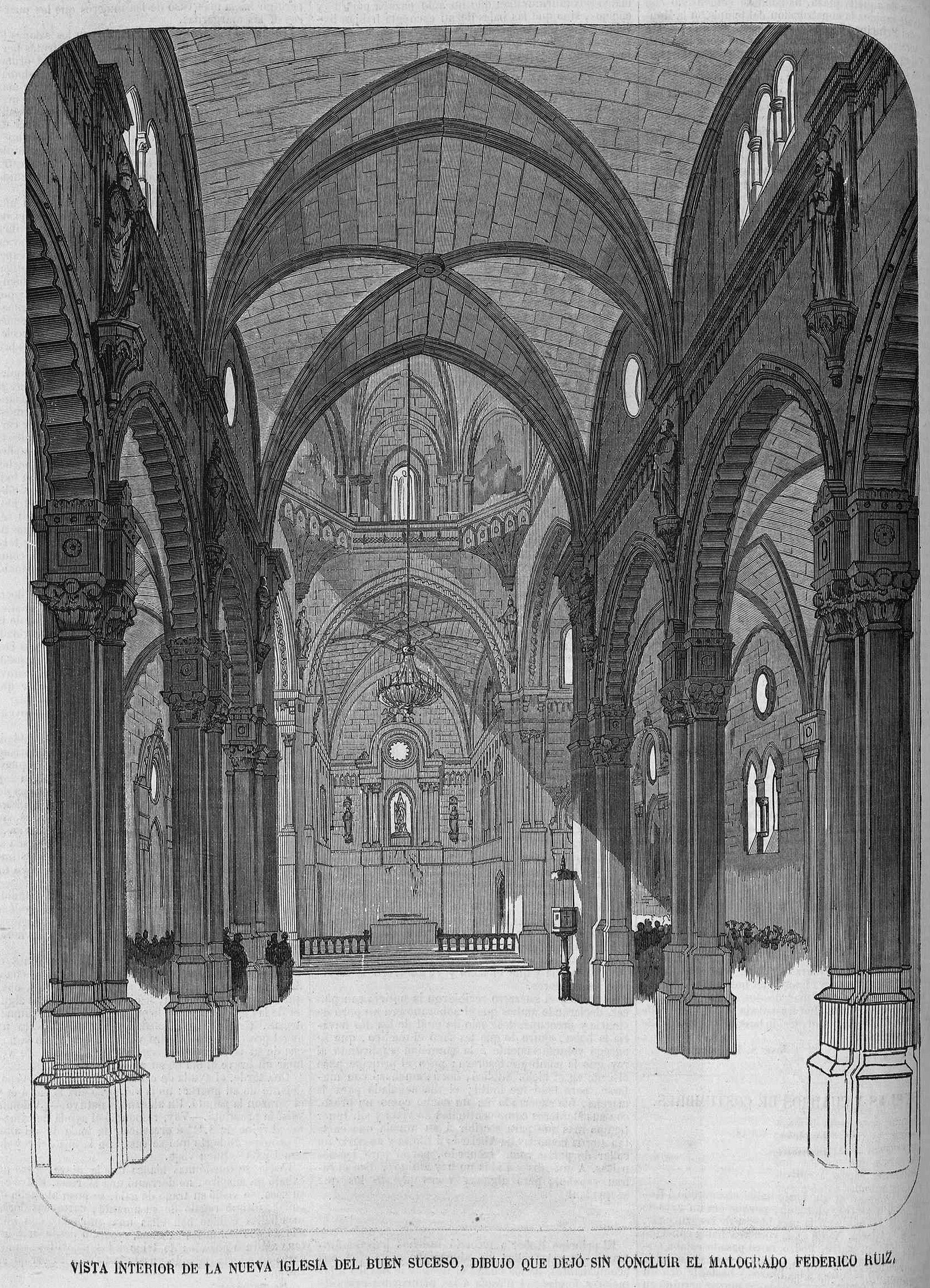
Vista del interior

El templo fue inaugurado el 25 de marzo de 1868, tras su traslado desde la Puerta del Sol, junto al hospital. Se ubicaba en el barrio de Argüelles, en el actual solar de la calle Princesa nº 43. 
El autor del proyecto fue el arquitecto Agustín Ortiz de Villajos. Bajo Amadeo I, el Buen Suceso pasó a depender administrativamente de la Dirección General de la Real Casa y Patrimonio, que impuso la obligación de confeccionar presupuestos anuales. Con la Restauración se establecieron para el Patronato nuevas tareas, como la consulta y cura pública y gratuita y el socorro en los accidentes ocurridos en la vía pública, a la vez que asume otras funciones, como la de hospital especial de enfermedades de niños y Casa de Salud para pensionistas enfermos.

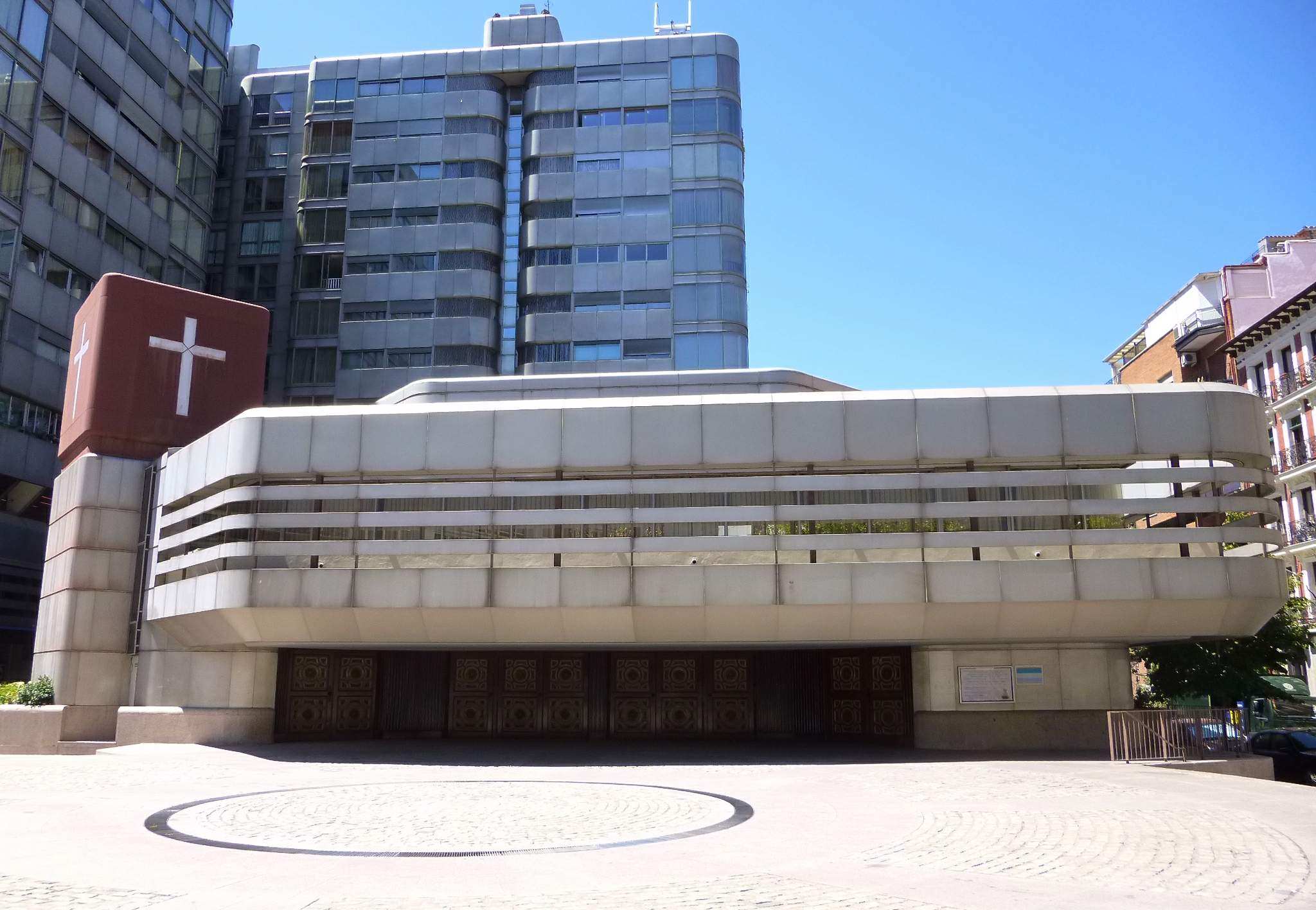
Edificio actual en Princesa n.º 43

Durante la Guerra Civil Española en plena defensa de Madrid, la iglesia fue clausurada y el hospital siguió funcionando. La zona resultó devastada por los bombardeos artilleros al estar cerca del frente. La iglesia quedó en pie con algunos daños, fue restaurada en los años cuarenta y siguió de parroquia durante más de treinta años. La desaparición del hospital y la construcción de nuevos edificios en la zona, motivó que fuese derribada en 1975.